# Гаэтано, Джанлука
Джанлу́ка Гаэта́но (итал. Gianluca Gaetano; 5 мая 2000, Чимитиле) — профессиональный итальянский футболист, полузащитник клуба «Наполи», выступающий на правах аренды за клуб «Кальяри».

## Клубная карьера
Джанлука — воспитанник молодёжной академии клуба «Наполи». В 2016 году стал самым молодым игроком, подписавшим профессиональный контракт с «Наполи» в возрасте 16 лет. 13 января 2019 года Гаэтано дебютировал в основном составе команды в матче Кубка Италии против «Сассуоло». 12 мая 2019 года дебютировал в Серии А, выйдя на замену в матче против клуба СПАЛ.

## Карьера в сборной
Выступал за юношеские сборные Италии до 15, до 16, до 17 и до 19 лет.

## Статистика
| Выступление      | Выступление      | Выступление      | Чемпионат | Чемпионат | Кубки | Кубки | Континент. | Континент. | Итого | Итого |
| Клуб             | Лига             | Сезон            | Игры      | Голы      | Игры  | Голы  | Игры       | Голы       | Игры  | Голы  |
| ---------------- | ---------------- | ---------------- | --------- | --------- | ----- | ----- | ---------- | ---------- | ----- | ----- |
| Наполи           | Серия А          | 2018/19          | 2         | 0         | 1     | 0     | 0          | 0          | 3     | 0     |
| Наполи           | Серия А          | 2019/20          | 0         | 0         | 0     | 0     | 1          | 0          | 1     | 0     |
| Наполи           | Серия А          | 2021/22          | 2         | 0         | 0     | 0     | 0          | 0          | 2     | 0     |
| Наполи           | Серия А          | 2022/23          | 3         | 0         | 0     | 0     | 3          | 0          | 6     | 0     |
| Наполи           | Итого            | Итого            | 7         | 0         | 1     | 0     | 4          | 0          | 12    | 0     |
| → Кремонезе      | Серия В          | 2019/20          | 15        | 3         | 0     | 0     | —          | —          | 15    | 3     |
| → Кремонезе      | Серия В          | 2020/21          | 34        | 5         | 2     | 2     | —          | —          | 36    | 7     |
| → Кремонезе      | Серия В          | 2021/22▲         | 35        | 7         | 0     | 0     | —          | —          | 35    | 7     |
| → Кремонезе      | Итого            | Итого            | 85        | 15        | 2     | 2     | —          | —          | 87    | 17    |
| Всего за карьеру | Всего за карьеру | Всего за карьеру | 91        | 15        | 3     | 2     | 4          | 0          | 98    | 17    |